# Nemacheilus guttatus
Nemacheilus guttatus és una espècie de peix de la família dels balitòrids i de l'ordre dels cipriniformes que es troba a Assam (Índia).